# Gabrielle Ruiz
Gabrielle Ruiz (* 12. května 1989 Edinburg, Texas, Spojené státy americké) je americká herečka, která je známá díky roli Valencie Perez v seriálu Crazy Ex-Girlfriend na americké stanici The CW.

## Životopis
Po odmaturování na střední škole začala navštěvovat Oklahoma City University, kde získala bakalářský titul v umění – tanec. Po získání titulu se stala členkou taneční společnosti American Spirit a tančila a učila tanec v New Yorku.

## Kariéra
Po získání titulu získala několik rolí jak v televizi tak na Broadwayi. Zlom v kariéře nastal s rolí Valencie Perez v seriálu Crazy Ex-Girlfriend na americké stanici The CW. V roce 2014 si poprvé zahrála ve filmu Sex, Love and Salsa.

## Osobní život
4. srpna 2016 se provdala za Philipa Pisanchyna.

## Filmografie
| Rok  | Název                | Role  | Poznámky                                |
| ---- | -------------------- | ----- | --------------------------------------- |
| 2014 | Sex, Love, and Salsa | Maria | Indie Film Award, Best Featured Actress |

| Rok       | Název                                     | Role                | Poznámky                                                   |
| --------- | ----------------------------------------- | ------------------- | ---------------------------------------------------------- |
| 2007      | One Life to Live                          | tanečnice           | díl: „Episode #1.9956“                                     |
| 2013      | Zákon a pořádek: Útvar pro zvláštní oběti | Tina                | díl: „Deadly Ambition“                                     |
| 2015–2019 | Crazy Ex-Girlfriend                       | Valencia Perez      | vedlejší role (1. řada), hlavní role (2.–4. řada), 41 dílů |
| 2016      | Holky za mřížemi                          | zpívající vězeňkyně | díl: „Power Suit“                                          |
| 2016      | The Public Access Olympics                | Sheila              | díl: „Fencing“                                             |
| 2018      | Alone Together                            | Linda               | díl: „Pop-Up“                                              |
| 2019      | Taková moderní rodinka                    | Anne                | díl: „Snapped“                                             |
| 2019      | The Filth                                 | Bláznivá nákupčí    | díl: „Filthy Day Jobs“                                     |
| 2019      | Better Things                             | Gabrielle Ruiz      | díl: „The Unknown“                                         |

| Rok  | Název                                   | Role                                | Poznámky                             |
| ---- | --------------------------------------- | ----------------------------------- | ------------------------------------ |
| 2008 | In The Heights                          | Carla (náhradnice – Nina a Elena)   | Richard Rodgers Theater              |
| 2008 | A Chorus Line                           | Diana Morales                       | Národní turné                        |
| 2012 | Evita                                   | Členka sboru                        | Marquis Theater                      |
| 2012 | Skippy jon Jones                        | Rosalinda                           | Lucille Lortel Theatre               |
| 2014 | If/Then                                 | Letuška (náhradnice – Elena a Anna) | Richard Rodgers Theater              |
| 2014 | Piece of My Heart: The Bert Berns Story | Členka sboru                        | The Pershing Square Signature Center |